# Goran Pandev
Goran Pandev (macedónul: Горан Пандев; Sztrumica, 1983. július 27. –) korábbi profi macedón válogatott labdarúgó 
Minden idők legjobb macedón labdarúgójaként tartják számon, 2013 óta a válogatott csúcstartója, mind gólokban és mind pályára lépésekben.

## Pályafutása

### Klubcsapatokban
A Belaszica korosztályos csapataiban nevelkedett, majd itt is lett profi labdarúgó. 2001 nyarán egy szezont követően távozott és az olasz Internazionale csapatába igazolt 18 évesen. 2002 júliusában kölcsönbe került az alacsonyabb osztályban szereplő Spezia Calcio csapatához, ahol rendszeres játéklehetőséget kapott. A következő szezonban az Ancona csapatában lépett pályára kölcsönben. 2004 januárjában az Internazionale szerződtette Dejan Stankovićot a Lazióból, őt pedig 500 euróért eladták a Laziónak. 2005 júliusában az Udinese megvásárolta játékosregisztrációs jogainak a felét, David Pizarro pedig az Interhez igazolt. 2009 január 11-én megszerezte első mesterhármasát a Reggina csapata elleni bajnoki mérkőzésen. 2009 nyarán közte és a Lazio elnöke, Claudio Lotito között vita alakult ki, amit bíroságra vitek a felek. December 23-án hoztak ítéletett az ügyben. Pandev elkívánta hagyni a klubot, ezért Lotito kirakta az első keretből. Számüzetése során több klub is szerződtette volna, az orosz Zenyit Szankt-Petyerburg 13 millió eurós ajánlatot tett érte. A Lazio elnöke elutasította az ajánlatot, helyette 15 millió eurót követelt, végül az üzlet meghiúsult, miután egyik fél sem tudott megegyezni az árról. Szeptember 26-án felkívánta bontani a szerződését a klubbal, amelyet végül a bíróság elfogadott.
2010. január 4-én négy és félévre szerződtette egykori klubja az Internazionale. Kétnappal később a Chievo ellen mutatkozott be a bajnokságban. A szezon végén megnyerte a csapatával a bajnokságot, a kupát és az UEFA-bajnokok ligáját. A következő szezonban gólt lőtt a szuperkupában és a klubvilágbajnokság-döntőjében is.
2011. augusztus 26-án a Napoli kölcsönben szerződtette egy szezonra. November 29-én duplázott a Juventus ellen 3–3-ra végződő bajnoki találkozón. 2012. május 20-án megnyerték a kupát. Június 6-án a Napoli végleg szerződtette, Pandev pedig belement, hogy csökkentsék a fizetését. 2014. szeptember 1-jén a török Galatasaray 1+1 évre szerződtette, de mivel kevés játéklehetőséget kapott, így nem töltötte ki a szerződését. 2015 nyarán az olasz Genoa csapatához írt alá kétévre. A 2019–20-as szezont követően vissza akart vonulni, de mivel a 2020-as labdarúgó-Európa-bajnokságot elhalasztották egy évvel, így meghosszabbította a klubbal a lejáró szerződését. 2021. április 21-én a Benevento ellen szerzett góljával elérte az olasz élvonalban a 100 gólos határt, ezzel hazája első labdarúgója lett, aki az 5 legjobb élvonalbeli bajnokság valamelyikében elérte ezt a határt. Augusztus 13-án egyévvel meghosszabbította a szerződését. 2022. január 31-én a Parma szerződtette, majd szeptember 22-én 39 évesen visszavonult a profi labdarúgástól.

### A válogatottban
Többszörös korosztályos válogatott. 2001. június 6-án mutatkozott be a felnőtt válogatottban Törökország elleni 2002-es labdarúgó-világbajnokság selejtező mérkőzésén. 2002. augusztus 21-én első válogatott gólját szerezte meg Málta ellen. 2009. augusztus 12-én Spanyolország ellen 3–2-re elvesztett mérkőzésen duplázott, amivel megelőzte Gjorgji Hrisztov a válogatottsági gólokban. 2015-ben vissza kívánt vonulni a válogatottól, de Igor Angelovszki az akkori szövetségi kapitány meggyőzte, hogy folytassa. 2019. március 21-én Lettország 100. alkalommal lépett pályára. 2020. november 12-én az ő góljával nyertek Grúzia ellen a 2020-as labdarúgó-Európa-bajnokság pótselejtezőjében, amivel először jutottak ki egy nemzetközi tornára. A tornán ő szerezte az első gólt a válogatott történelmében. Góljával ő lett Ivica Vastić mögött a második legöregebb gólszerző az Európa-bajnokságok történetében. A csoportkörben Hollandia ellen lépet utoljára pályára a válogatottban.

## Magánélete
Testvére, Szasko Pandev szintén labdarúgó. Házas és három gyermeke van. 2019-ben megkapta az olasz állampolgárságot. 2010-ben megalapította hazájában az Akademija Pandev labdarúgó akadémiát, amely később első osztályú csapat lett és 2018–19-es szezonban megnyerte a hazai kupát.

## Statisztika

### Klub
| Klub             | Szezon   | Bajnokság            | Bajnokság | Bajnokság | Kupa  | Kupa  | Nemzetközi | Nemzetközi | Egyéb | Egyéb | Összesen | Összesen |
| Klub             | Szezon   | Bajnokság            | Mérk.     | Gólok     | Mérk. | Gólok | Mérk.      | Gólok      | Mérk. | Gólok | Mérk.    | Gólok    |
| ---------------- | -------- | -------------------- | --------- | --------- | ----- | ----- | ---------- | ---------- | ----- | ----- | -------- | -------- |
| Belaszica        | 2000–01  | Macedón First League | 18        | 6         | —     | —     | —          | —          | —     | —     | 18       | 6        |
| Internazionale   | 2001–02  | Serie A              | —         | —         | —     | —     | —          | —          | —     | —     | 0        | 0        |
| Spezia (kölcsön) | 2002–03  | Serie C1             | 22        | 4         | —     | —     | —          | —          | —     | —     | 22       | 4        |
| Ancona (kölcsön) | 2003–04  | Serie A              | 20        | 1         | 1     | 0     | —          | —          | —     | —     | 21       | 1        |
| Lazio            | 2004–05  | Serie A              | 25        | 3         | 1     | 0     | 4          | 1          | —     | —     | 30       | 4        |
| Lazio            | 2005–06  | Serie A              | 35        | 11        | 3     | 1     | —          | —          | —     | —     | 38       | 12       |
| Lazio            | 2006–07  | Serie A              | 36        | 11        | 3     | 3     | —          | —          | —     | —     | 39       | 14       |
| Lazio            | 2007–08  | Serie A              | 32        | 14        | 5     | 0     | 8          | 5          | —     | —     | 45       | 19       |
| Lazio            | 2008–09  | Serie A              | 31        | 9         | 6     | 6     | —          | —          | —     | —     | 37       | 15       |
| Lazio            | Összesen | Összesen             | 159       | 48        | 18    | 10    | 12         | 6          | —     | —     | 189      | 64       |
| Internazionale   | 2009–10  | Serie A              | 19        | 3         | 2     | 0     | 6          | 0          | —     | —     | 27       | 3        |
| Internazionale   | 2010–11  | Serie A              | 27        | 2         | 4     | 0     | 7          | 1          | 4     | 2     | 42       | 5        |
| Internazionale   | 2011–12  | Serie A              | 1         | 0         | 0     | 0     | 0          | 0          | 0     | 0     | 1        | 0        |
| Internazionale   | Összesen | Összesen             | 47        | 5         | 6     | 0     | 13         | 1          | 4     | 2     | 70       | 8        |
| Napoli (kölcsön) | 2011–12  | Serie A              | 30        | 6         | 5     | 1     | 7          | 0          | 0     | 0     | 42       | 7        |
| Napoli           | 2012–13  | Serie A              | 33        | 6         | 1     | 0     | 6          | 0          | 1     | 1     | 41       | 7        |
| Napoli           | 2013–14  | Serie A              | 29        | 7         | 3     | 0     | 9          | 1          | —     | —     | 41       | 8        |
| Napoli           | Összesen | Összesen             | 92        | 19        | 9     | 1     | 22         | 1          | 1     | 1     | 124      | 22       |
| Galatasaray      | 2014–15  | Süper Lig            | 4         | 0         | 10    | 7     | 3          | 0          | 0     | 0     | 17       | 7        |
| Genoa            | 2015–16  | Serie A              | 15        | 0         | 1     | 0     | —          | —          | —     | —     | 16       | 0        |
| Genoa            | 2016–17  | Serie A              | 20        | 3         | 3     | 4     | —          | —          | —     | —     | 23       | 7        |
| Genoa            | 2017–18  | Serie A              | 32        | 5         | 1     | 0     | —          | —          | —     | —     | 33       | 5        |
| Genoa            | 2018–19  | Serie A              | 26        | 4         | 2     | 0     | —          | —          | —     | —     | 28       | 4        |
| Genoa            | 2019–20  | Serie A              | 34        | 9         | 1     | 0     | —          | —          | —     | —     | 35       | 9        |
| Genoa            | 2020–21  | Serie A              | 29        | 7         | 1     | 0     | —          | —          | —     | —     | 30       | 7        |
| Genoa            | 2021–22  | Serie A              | 20        | 0         | 2     | 0     | —          | —          | —     | —     | 22       | 0        |
| Genoa            | Összesen | Összesen             | 176       | 28        | 11    | 4     | —          | —          | —     | —     | 187      | 32       |
| Parma            | 2021–22  | Serie B              | 11        | 1         | —     | —     | —          | —          | —     | —     | 11       | 1        |
| Összesen         | Összesen | Összesen             | 549       | 112       | 55    | 22    | 50         | 8          | 5     | 3     | 659      | 145      |

### Válogatott
| Macedónia | Macedónia       | Macedónia |
| Év        | Pályára lépések | Gólok     |
| --------- | --------------- | --------- |
| 2001      | 1               | 0         |
| 2002      | 3               | 1         |
| 2003      | 5               | 1         |
| 2004      | 8               | 4         |
| 2005      | 7               | 3         |
| 2006      | 5               | 1         |
| 2007      | 5               | 1         |
| 2008      | 8               | 3         |
| 2009      | 10              | 8         |
| 2010      | 4               | 1         |
| 2011      | 5               | 1         |
| 2012      | 7               | 1         |
| 2013      | 7               | 1         |
| 2016      | 8               | 1         |
| 2017      | 9               | 4         |
| 2018      | 7               | 2         |
| 2019      | 9               | 1         |
| 2020      | 6               | 2         |
| 2021      | 8               | 2         |
| Összesen  | 122             | 38        |

### Góljai a válogatottban
| No. | Dátum                | Helyszín                                                  | Ellenfél            | Gól | Eredmény | Verseny                                          |
| --- | -------------------- | --------------------------------------------------------- | ------------------- | --- | -------- | ------------------------------------------------ |
| 1   | 2002. augusztus 21.  | Philip II Aréna, Szkopje, Macedónia                       | Málta               | 5–0 | 5–0      | Barátságos mérkőzés                              |
| 2   | 2003. augusztus 20.  | Goce Delcsev Stadion, Prilep, Macedónia                   | Albánia             | 2–1 | 3–1      | Barátságos mérkőzés                              |
| 3   | 2004. február 18.    | Philip II Aréna, Szkopje, Macedónia                       | Bosznia-Hercegovina | 1–0 | 1–0      | Barátságos mérkőzés                              |
| 4   | 2004. június 11.     | A. Le Coq Aréna, Tallinn, Észtország                      | Észtország          | 3–0 | 4–2      | Barátságos mérkőzés                              |
| 5   | 2004. augusztus 18.  | Philip II Aréna, Szkopje, Macedónia                       | Örményország        | 1–0 | 3–0      | 2006-os labdarúgó-világbajnokság-selejtező       |
| 6   | 2004. október 9.     | Philip II Aréna, Szkopje, Macedónia                       | Hollandia           | 1–1 | 2–2      | 2006-os labdarúgó-világbajnokság-selejtező       |
| 7   | 2005. június 4.      | Vazgen Sargsyan Republican Stadiom, Jereván, Örményország | Örményország        | 1–0 | 2–1      | 2006-os labdarúgó-világbajnokság-selejtező       |
| 8   | 2005. június 4.      | Vazgen Sargsyan Republican Stadiom, Jereván, Örményország | Örményország        | 2–0 | 2–1      | 2006-os labdarúgó-világbajnokság-selejtező       |
| 9   | 2005. június 8.      | Na Stínadlech, Teplice, Csehország                        | Csehország          | 1–0 | 1–6      | 2006-os labdarúgó-világbajnokság-selejtező       |
| 10  | 2006. október 11.    | Camp d’Esports d’Aixovall, Andorra la Vella, Andorra      | Andorra             | 1–0 | 3–0      | 2008-as labdarúgó-Európa-bajnokság selejtező     |
| 11  | 2007. október 17.    | Philip II Aréna, Szkopje, Macedónia                       | Andorra             | 3–0 | 3–0      | 2008-as labdarúgó-Európa-bajnokság selejtező     |
| 12  | 2008. augusztus 20.  | Stade Josy Barthel, Luxembourg, Luxemburg                 | Luxemburg           | 1–0 | 4–1      | Barátságos mérkőzés                              |
| 13  | 2008. augusztus 20.  | Stade Josy Barthel, Luxembourg, Luxemburg                 | Luxemburg           | 3–0 | 4–1      | Barátságos mérkőzés                              |
| 14  | 2008. szeptember 10. | Philip II Aréna, Szkopje, Macedónia                       | Hollandia           | 1–2 | 1–2      | 2010-es labdarúgó-világbajnokság-selejtező       |
| 15  | 2009. február 11.    | Mardan Sports Complex, Antalya, Törökország               | Moldova             | 1–0 | 1–1      | Barátságos mérkőzés                              |
| 16  | 2009. augusztus 12.  | Philip II Aréna, Szkopje, Macedónia                       | Spanyolország       | 1–0 | 2–3      | Barátságos mérkőzés                              |
| 17  | 2009. augusztus 12.  | Philip II Aréna, Szkopje, Macedónia                       | Spanyolország       | 2–0 | 2–3      | Barátságos mérkőzés                              |
| 18  | 2009. október 11.    | Philip II Aréna, Szkopje, Macedónia                       | Katar               | 1–1 | 2–1      | Barátságos mérkőzés                              |
| 19  | 2009. október 11.    | Philip II Aréna, Szkopje, Macedónia                       | Katar               | 2–1 | 2–1      | Barátságos mérkőzés                              |
| 20  | 2009. november 14.   | Stadion Mladost, Sztrumica, Macedónia                     | Kanada              | 2–0 | 3–0      | Barátságos mérkőzés                              |
| 21  | 2009. november 14.   | Stadion Mladost, Sztrumica, Macedónia                     | Kanada              | 3–0 | 3–0      | Barátságos mérkőzés                              |
| 22  | 2009. november 18.   | Azadi Stadion, Teherán, Irán                              | Irán                | 1–1 | 1–1      | Barátságos mérkőzés                              |
| 23  | 2010. március 3.     | Philip II Aréna, Szkopje, Macedónia                       | Montenegró          | 2–0 | 2–1      | Barátságos mérkőzés                              |
| 24  | 2011. augusztus 10.  | Dalga Aréna, Baku, Azerbajdzsán                           | Azerbajdzsán        | 1–0 | 1–0      | Barátságos mérkőzés                              |
| 25  | 2012. augusztus 15.  | Philip II Aréna, Szkopje, Macedónia                       | Litvánia            | 1–0 | 1–0      | Barátságos mérkőzés                              |
| 26  | 2013. február 6.     | Philip II Aréna, Szkopje, Macedónia                       | Dánia               | 1–0 | 3–0      | Barátságos mérkőzés                              |
| 27  | 2016. május 29.      | Sportplatz Bad Erlach, Bad Erlach, Ausztria               | Azerbajdzsán        | 2–0 | 3–1      | Barátságos mérkőzés                              |
| 28  | 2017. március 28.    | Philip II Aréna, Szkopje, Macedónia                       | Fehéroroszország    | 2–0 | 3–0      | Barátságos mérkőzés                              |
| 29  | 2017. március 28.    | Philip II Aréna, Szkopje, Macedónia                       | Fehéroroszország    | 3–0 | 3–0      | Barátságos mérkőzés                              |
| 30  | 2017. szeptember 2.  | Sammy Ofer Stadion, Haifa, Izrael                         | Izrael              | 1–0 | 1–0      | 2018-as labdarúgó-világbajnokság-selejtező       |
| 31  | 2017. november 11.   | Philip II Aréna, Szkopje, Macedónia                       | Norvégia            | 1–0 | 2–0      | Barátságos mérkőzés                              |
| 32  | 2018. szeptember 9.  | Philip II Aréna, Szkopje, Macedónia                       | Örményország        | 2–0 | 2–0      | 2018–2019-es UEFA Nemzetek Ligája (D liga)       |
| 33  | 2018. október 13.    | Philip II Aréna, Szkopje, Macedónia                       | Liechtenstein       | 3–0 | 4–1      | 2018–2019-es UEFA Nemzetek Ligája (D liga)       |
| 34  | 2019. szeptember 9.  | Daugava Stadium, Riga, Lettország                         | Lettország          | 1–0 | 2–0      | 020-as labdarúgó-Európa-bajnokság selejtező      |
| 35  | 2020. október 11.    | A. Le Coq Aréna, Tallinn, Észtország                      | Észtország          | 2–3 | 3–3      | 2020–2021-es UEFA Nemzetek Ligája (C liga)       |
| 36  | 2020. november 12.   | Borisz Paicsadze Stadion, Tbiliszi, Grúzia                | Grúzia              | 1–0 | 1–0      | 2020-as labdarúgó-Európa-bajnokság pótselejtezők |
| 37  | 2021. március 31.    | MSV-Arena, Duisburg, Németország                          | Németország         | 1–0 | 2–1      | 2022-es labdarúgó-világbajnokság-selejtező       |
| 38  | 2021. június 13.     | Nemzeti Stadion, Bukarest, Románia                        | Ausztria            | 1–1 | 1–3      | 2020-as labdarúgó-Európa-bajnokság               |

## Sikerei, díjai

### Klub
- Lazio
  - Olasz kupa: 2008–09
- Internazionale
  - Serie A: 2009–10
  - Olasz kupa: 2009–10, 2012–11
  - Olasz szuperkupa: 2010
  - UEFA-bajnokok ligája: 2009–10
  - FIFA-klubvilágbajnokság: 2010
- Napoli
  - Olasz kupa: 2011–12, 2013–14
- Galatasaray
  - Süper Lig: 2014–15
  - Török kupa: 2014–15

### Egyéni
- Az év macedón labdarúgója: 2004, 2006, 2007, 2008, 2010
- Az Olasz kupa gólkirálya: 2008–09, 2016–17